# Adolf Oppermann

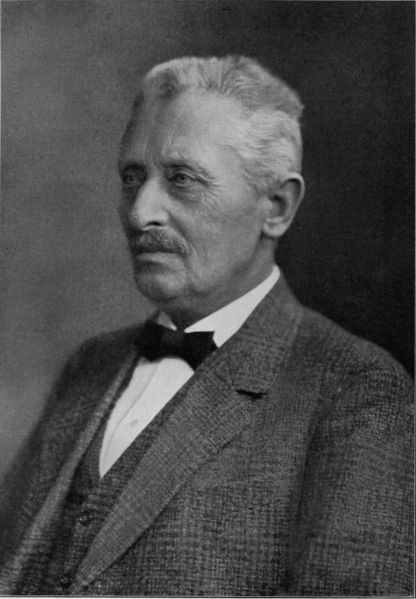
Adolf Oppermann omkring 1930.

Adolf Oppermann, född 14 januari 1861, död 15 november 1931, var en dansk skogsman.
Oppermann blev forstkandidat 1883, 1887 lärare vid Landbohøjskolen och blev 1892 lektor och 1895 professor skogsskötsel där. Från 1901 uppehöll Oppermann vid sidan av professuren befattningen som försöksledare vid statens skogsförsöksväsen, för vilket han från 1910 var chef. Oppermann var en skicklig och mångsidigt arbetande vetenskapsman inom sitt fack, som han berikade med betydelsefulla bidrag särskilt rörande skogsträdens raser och ärftlighetsförhållanden. Bland hans större arbeten märks Haandbog i skovbrug (1898-1902, tillsammans med Ludvig Alfred Hauch).